# Vorzel
Vorzel (ukrainien : Ворзель, russe : Ворзель) est une commune urbaine de l'oblast de Kiev, en Ukraine. Elle compte 6 766 habitants en 2021.
Lors de l'invasion de l'Ukraine par la Russie en 2022, le village est bombardé et occupé par les forces armées russes. Vorzel est alors bloqué par les Russes, laissant la plupart des maisons sans électricité, chauffage ni eau. L’évacuation des résidents locaux a commencé le 9 mars.
Le 1er avril 2022, les forces ukrainiennes reprennent le contrôle de Vorzel, à la suite du retrait des troupes russes au nord de Kiev.